# 6604 Ilias
6604 Ilias è un asteroide della fascia principale. Scoperto nel 1990, presenta un'orbita caratterizzata da un semiasse maggiore pari a 2,7779067 UA e da un'eccentricità di 0,0500354, inclinata di 6,42996° rispetto all'eclittica.
Dal 5 gennaio al 5 marzo 1996, quando 6798 Couperin ricevette la denominazione ufficiale, è stato l'asteroide denominato con il più alto numero ordinale. Prima della sua denominazione, il primato era di 6543 Senna.
L'asteroide è dedicato all'Iliade e a Ilias de Jager-Elst, nipote dello scopritore.